# Rivière Milky
Rivière Milky är ett vattendrag i Kanada.   Det ligger i provinsen Québec, i den sydöstra delen av landet, 300 km nordväst om huvudstaden Ottawa. Rivière Milky ligger vid sjön Lac De Montigny.
Runt Rivière Milky är det ganska tätbefolkat, med 72 invånare per kvadratkilometer.